# Georges Guillain
Georges Guillain (Rouen, 3 marzo 1876 – Parigi, 29 giugno 1961) è stato un neurologo francese.
Dopo aver terminato la scuola consueto, Georges Guillain iniziò lo studio della medicina nella sua città natale, ma dopo due anni si trasferì a Parigi dove riceve la sua formazione clinica presso diversi ospedali. Ben presto si interessò alla neurologia e il suo primo lavoro scientifico, del 1898, riguarda le lesioni del plesso brachiale. Ha conseguito il dottorato in medicina a Parigi nel 1902.
Divenne chef de clinique per le malattie nervosa ed è stato agrégé nel 1910. Dopo la guerra ha servito presso l'ospedale Charité fino a quando la sua carriera è stata coronata con la cattedra di neurologia presso il famoso ospedale Salpêtrière a Parigi nel 1923. Ha tenuto questa posizione fino al suo pensionamento avvenuto nel 1947.
Guillain era uno scrittore impegnato. Nel 1920, con il suo amico Jean Barré, ha pubblicato un lavoro sull'esperienza clinica durante la guerra. Al suo nome  e a quello dell'amico è associata la sindrome di Guillain-Barré, una radicolo-polinevrite acuta che si manifesta con paralisi progressiva degli arti.
A Guillain nel 1949 fu conferita la Legion d'onore, inoltre ha fatto parte di diverse accademie scientifiche francesi, americane e anche giapponesi.